# Coronel Manuel Leoncio Rico
Coronel Manuel Leoncio Rico es una localidad argentina ubicada en el departamento Alberdi de la provincia de Santiago del Estero.

## Ubicación
Se encuentra sobre la ruta provincial 6, 16 km al sur de Pampa de los Guanacos y 10 km al oeste del límite con la provincia del Chaco. Dicha ruta fue pavimentada a su paso por Coronel Rico en 2011. El ramal C27 del Ferrocarril Belgrano que hacía el mismo recorrido y tenía una estación en Coronel Rico fue levantado.

## Toponimia
Debe su nombre a Manuel Leoncio Rico, militar argentino que luchó contra Juan Manuel de Rosas.

## Economía
Un canal abierto llega a la localidad que brinda agua para uso ganadero.

## Población
Cuenta con 78 habitantes (Indec, 2010), lo que representa un descenso del 49% frente a los 155 habitantes (Indec, 2001) del censo anterior.
| Gráfica de evolución demográfica de Coronel Manuel Leoncio Rico entre 1991 y 2010 |
|                                                                                   |
| Fuente: Censos nacionales del INDEC                                               |

## Sismicidad
La sismicidad del área de Santiago del Estero es frecuente y de intensidad baja, y un silencio sísmico de terremotos medios a graves cada 40 años.
El 4 de julio de 1817 (207 años), sismo de 1817 de 7,0 Richter, con máximos daños reportados al centro y norte de la provincia, donde se desplomaron casas y se produjo agrietamiento del suelo, los temblores duraron alrededor de una semana. Se estimó una intensidad de VIII grados Mercalli. Hubo licuefacción con grandes cantidades de arena en las fisuras de hasta 1 m de ancho y más de 2 m de profundidad. En algunas de las casas sobre esas fisuras, el terreno quedó cubierto de más de 1 dm de arena.
Aunque la actividad geológica ocurre desde épocas prehistóricas, el sismo del 20 de marzo de 1861 señaló un hito importante dentro de la historia de eventos sísmicos argentinos ya que fue el más fuerte registrado y documentado en el país. A partir del mismo la política de los sucesivos gobiernos provinciales y municipales han ido extremando cuidados y restringiendo los códigos de construcción. Pero solo con el terremoto de San Juan de 1944 del 15 de enero de 1944 (81 años) los Estados provinciales tomaron real estado de la gravedad sísmica de la región.